# Капуция
Капуция (лат. Caputia) — род суккулентных растений семейства Астровые (Asteraceae) произрастающий на территории Эсватини и ЮАР. Ранее представители рода пренадлежали к роду Крестовник (Senecio).

## Название
Родовое латинское название Caputia было предложено шведскими ботаниками Бертилем Нурденстамом и Питером Пелсером (Pieter Pelser) в 2012 году. Оно указывает на географическое происхождение рода и имеет связь со старым географическим названием Мыса Доброй Надежды — Caput bonae spei, а также с Капской провинцией ЮАР, где некоторые представители этого рода произрастают.

## Ботаническое описание
Прямостоячие ветвистые кустарники, полукустарники или толстостебельные травы с очередными, сидячими и сильно сочными серебристо-бело-войлочными листьями. Тип соцветия – большая головка в щитковидных или тирсовидных соцветиях. Цветки желтые; венчик 5-лопастный; пыльники в основании тупые; пестик раздвоенный.
Число хромосом 2n = 20 (x = 10).

## Таксономия
Caputia B.Nord. & Pelser, первое упоминание в Compositae Newslett. 50: 59 (2012). 

### Виды
Подтвержденные виды по данным сайта Plants of the World Online на 2023 год:
- Caputia medley-woodii (Hutch.) B.Nord. & Pelser — Капуция Медли-Вудаtypus — Суккулентный кустарничек до 80 см высотой. Листья клиновидные, в верхней части с зубчиками, 7 см длиной, 4 см шириной, покрытые войлочным опушением. Старые листья  голые. Цветы желтого цвета[5].
- Caputia oribiensis (van Jaarsv.) J.C.Manning
- Caputia pyramidata (DC.) B.Nord. & Pelser
- Caputia scaposa (DC.) B.Nord. & Pelser
- Caputia tomentosa (Haw.) B.Nord. & Pelser — Капуция войлочная — Небольшое кустовидное растение высотой до 30 см. Стебли прямостоячие, одиночные или слабо разветвленные, гладкие. Листья цилиндрические, суженные на концах, расположены по спирали вдоль стебля. Листовая пластинка длиной до 5 см, полностью покрыта серебристо-белым войлоком. Цветы шаровидные, желтого цвета, в культуре цветёт редко[6].

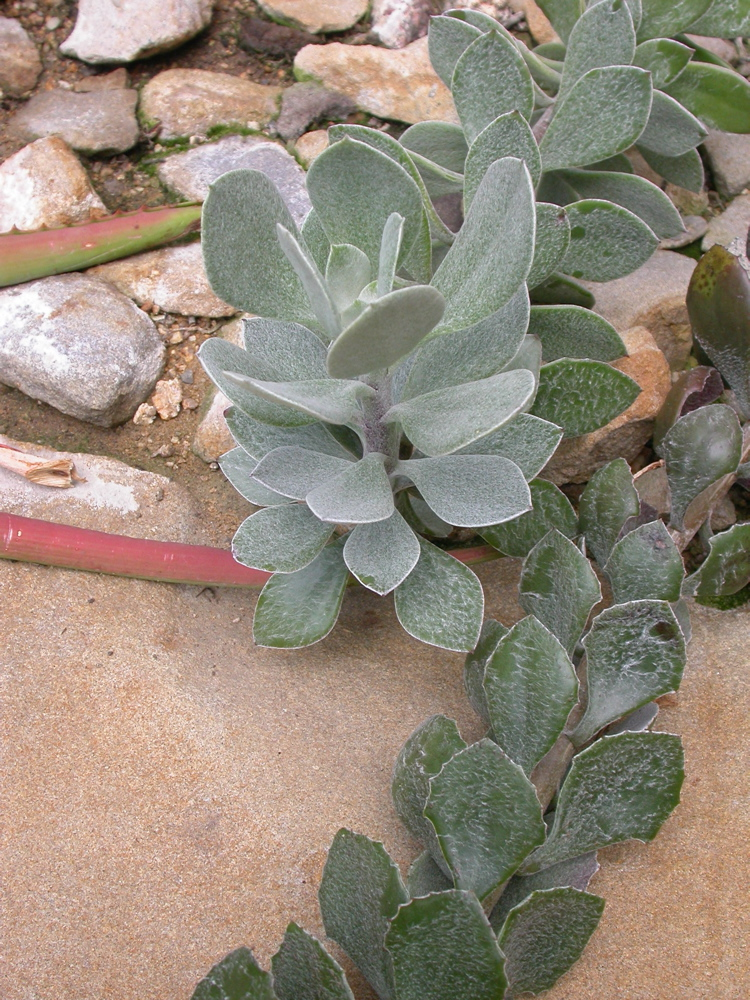
Caputia medley-woodii
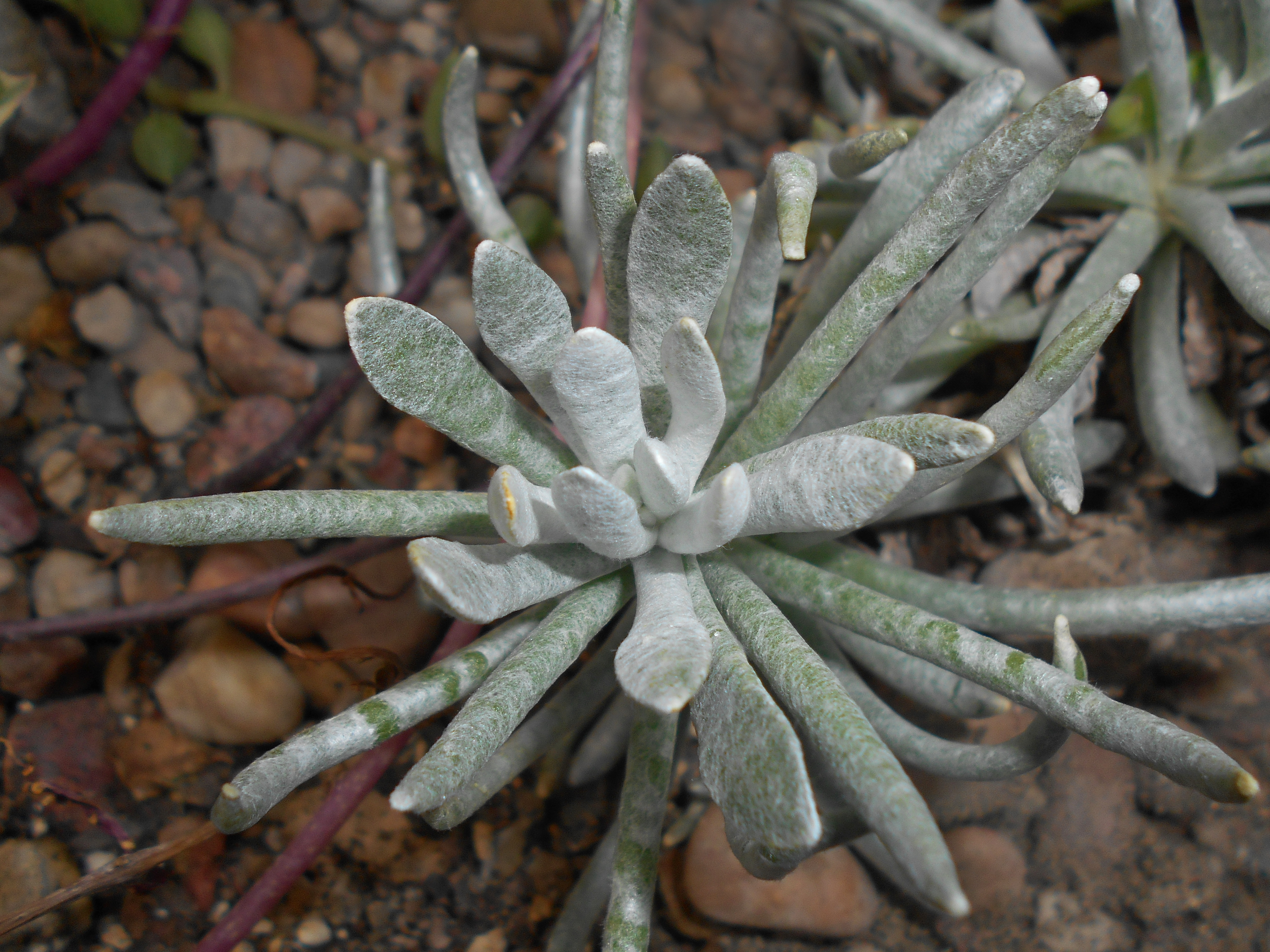
Caputia scaposa
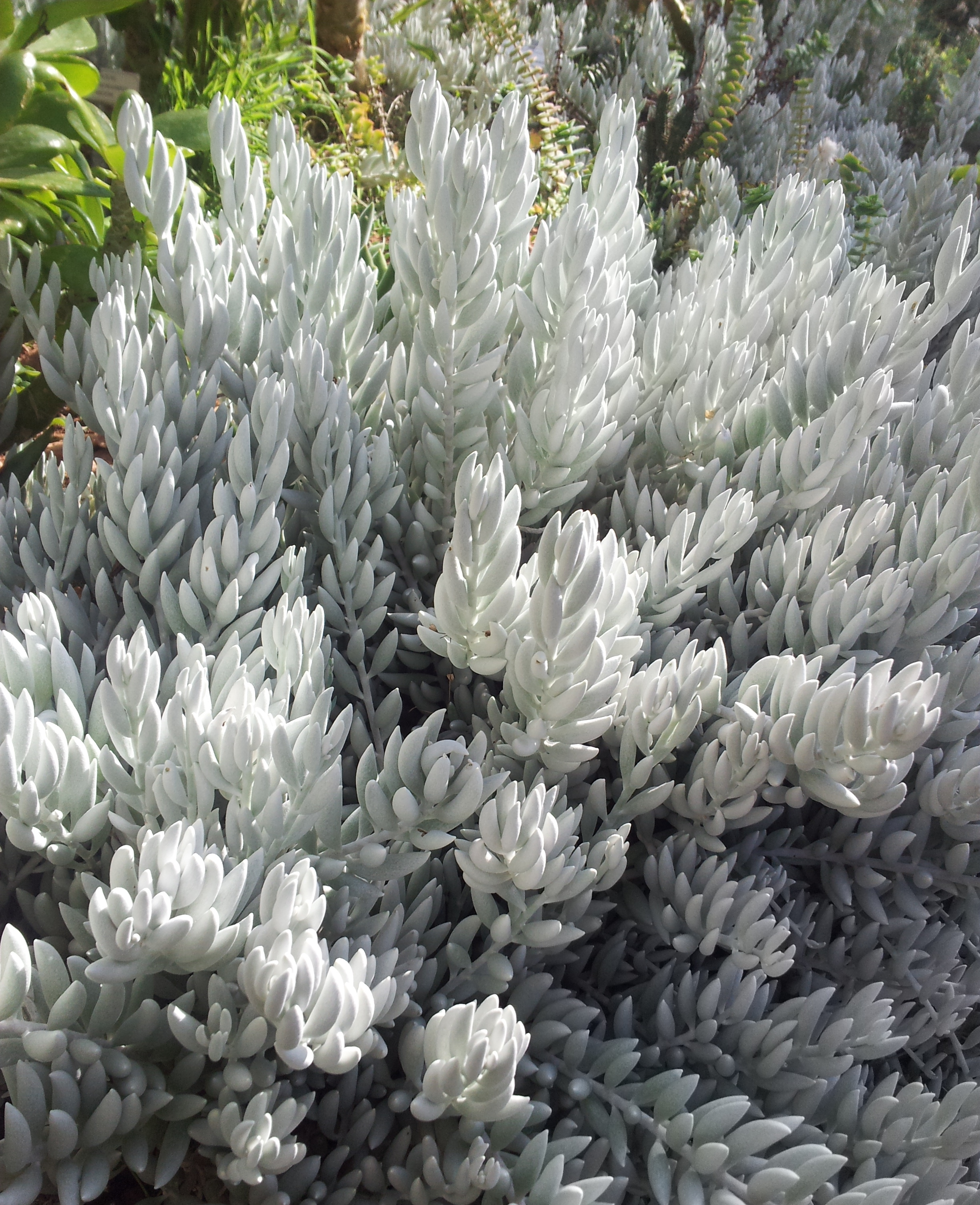
Caputia tomentosa